# Paulo Sérgio Teixeira
Paulo Sérgio Teixeira, mais conhecido pelo pseudónimo de Sergei, é o autor português de Cartoons, caricaturas e banda-desenhada.

## Biografia
Nasceu no ano de 1970 em Lorenço-Marques (hoje Maputo), em Moçambique, e muito cedo começou a desenhar. O primeiro desenho que publicou foi no DN Jovem, secção para novos autores do Diário de Notícias, tinha apenas 16 anos. Desde daí foi colaborando em diversos meios, tanto como cartunista como ilustrador, e são dele as tiras humorísticas "Os compadres".

### Os Compadres
Em 2006 sai o primeiro livro de tiras humorísticas, "Os Compadres" (ISBN: 972-99793-7-5), pela editora Polvo. "O humor de Sergei procura a simplicidade do quotidiano, e é precisamente essa simplicidade quase anedótica que nos surpreende, e que dá riqueza aos seus trabalhos. Como exemplo máximo dessa linha de pensamento é a tira “Os compadres”. Não é por acaso que ele vai transpor o seu humor para a voz de camponeses. Não é por acaso que ele vai buscar a raiz alentejana para os seus anti-heróis, um anacronismo, se pensarmos que estes trabalhos foram originalmente pensados para um jornal da zona centro do país. É que ele necessita desse pensar filosófico, dessa calma narrativa, para em três ou quatro vinhetas nos desenvolver o dia-a-dia em ironia." Osvaldo de Sousa, no prefácio do Livro. Em 2008 é publicado o segundo tomo novamente pela editora Polvo, com o sugestivo titulo "Flop Tecnológico" (ISBN: 978-989-95180-5-6), uma clara alusão satírica à era do "choque tecnológico" prometido ao país pelo governo em funções da época, já com várias edições.

### Prémios
Sergei já foi premiado em diversos salões em Portugal, e já esteve presente em exposições além fronteiras, como Espanha, Croácia e Índia. Foi premiado no Concurso de B.D. da Câmara Municipal de Moura, ganhou o Prémio da Juventude no "V Salão Livre de Cartoon e Caricatura" aos 22 anos, o 1º Prémio de Cartoon e 1º Prémio de B.D. no "3º Concurso de B.D. da Câmara Municipal de Moura", o 1º Prémio de Cartoon no "VI Salão Livre de Cartoon e Caricatura" e o Prémio de Cartoon no "Amadora B.D." - Portugal. Hoje em dia é criativo e ilustrador em Publicidade, e continua o seu trabalho como autor de BD.